# Бесиаури (Хонийский муниципалитет)
Бесиаури (груз. ბესიაური) — село в Грузии, на территории Хонийского муниципалитета края (мхаре) Имеретия.

## География
Село находится в западной части Грузии, в пределах Имеретинской низменности, на правом берегу реки Сами, на расстоянии приблизительно 8 километров (по прямой) к северо-востоку от города Хони, административного центра муниципалитета. Абсолютная высота — 179 метров над уровнем моря.

## Население
По результатам официальной переписи населения 2014 года, в Бесиаури проживал 31 человек (12 мужчин и 19 женщин). В национальной структуре населения грузины составляли 100 %.
| Год  | Население, человек |
| ---- | ------------------ |
| 2002 | 70                 |
| 2014 | ↘ 31               |